# 朱莉娅·泰尔齐
朱莉娅·泰尔齐（義大利語：Giulia Terzi，1995年8月14日—），意大利女子游泳运动员。她曾代表意大利参加2020年夏季残疾人奥林匹克运动会游泳比赛，获得二枚金牌、二枚银牌和一枚铜牌。